# Skövde Dukes
Skövde Dukes är en förening som sysslar med amerikansk fotboll hemmahörande i Skövde. Föreningen bildades 19 oktober 1991. Namnet Dukes (Hertigarna) inspirerades av Hertig Johan som var med och grundade Skövde stad. Färgerna, rött och vitt, kommer från Skövdes stadsvapen.
Föreningen har både lag för juniorer och seniorer, de olika åldersindelningarna är U11, U13, U15, U17, U19 samt senior (+18).
Föreningen arrangerar varje år, sedan 1993, Nordens största turnering i amerikansk fotboll, Dukes Tourney.